# شهرستان جونز (جورجیا)
شهرستان جونز، جورجیا (به انگلیسی: Jones County, Georgia) یک سکونتگاه مسکونی در ایالات متحده آمریکا است که در جورجیا واقع شده‌است.

## خصوصیات
شهرستان جونز ۱٬۰۲۰٫۴۶ کیلومترمربع مساحت دارد.